# スピンフィーバー
スピンフィーバー (SPINFEVER) とは、2007年9月14日より稼動を開始した、プッシャーゲームである中型メダルゲーム機。発売元はコナミ。フィーバーシリーズ第5弾のマシンであり、サイクロンフィーバーの後継機。

## 概要
前作同様、筐体1台につき計4つのステーションが設けられており、大きさとしてはサイクロンフィーバーとあまり変わらない。だが、横型液晶スロットを採用し、さらに筐体中央で行われるピンボールをテーマとした物理抽選など、要素は大きく変更されている。また、コナミのメダルゲーム機としてはGI-HORSEPARK EX、エターナルナイツに続いて3機種目となるe-AMUSEMENT PASS（2代目まで）の利用できるマシンでもある（2017年5月末日にサービス終了。なお、2以降の作品はサービス継続）。
2種類の大量払い出しを可能にさせたジャックポット、コナミの得意とする手に汗握るボール物理抽選など、プレイヤーを魅了する新要素が搭載されたプッシャー機であるが、一部の仕様にファンタジックフィーバーやGRAND CROSSのシステムを採用している箇所もある。
2016年4月発売の3代目e-AMUSEMENT PASSは使用できない。

## 基本ルール
他のプッシャー機と同じように、投入口からフィールドにメダルを投入し、プッシャーを用いてメダルを落としていく。
プッシャーフィールド下段のメダルの払い出し口が傾斜となっており、スタートチェッカー（スロット回転のための丸い穴）がある。ここにメダルが入ると、液晶画面上のスロットが回転する。最大10回転まで保留可能で、画面左にストックが表示される。保留が一杯になった状態からさらにチェッカーにメダルが入ると、保留に数字が付き、スロット当選時のメダル枚数がアップする（通常15枚→「2」30枚→「3」50枚。GRAND CROSSと同様のシステム）。なお、チェッカーに入ったメダルもプレイヤーに払い出される。
プッシャーフィールド上部の落下部分には「チャンスチェッカー」という2つのチェッカーがあり、通常時メダルを通してランプを消すことで、スタートチェッカーの両側にあるフリッパーが動き、スタートチェッカーにメダルが入りやすくなる。片方のランプを消すと、ランプを消した側のフリッパーが動き、さらにもう片方のランプを消すことで両方のフリッパーが動く。確変時はフリッパーチャンスとなり、常にフリッパーが動いている。
スロットの背景が青色や赤色、レインボーになったりすると当たりやすい。レインボーになると、ほぼDDDか777確定（たまに外れる時もある）。

### スロットの当選役
222 / 444 / 666 / 888メダル払い出し（15～50枚）、確変時の場合は通常モードへ（確変終了）。
111 / 333 / 555 / 999メダル払い出し（15～50枚）、確変モードへ。スロットが2ラインになり当たりやすくなるほか、常時フリッパーのサポートを受けられる。確変時の場合は確変継続。
DDD直接FEVER GAMEに突入。
777SUPER FEVER GAMEに突入。: 3個のボールでFEVER GAMEをする。
BALL3つ揃うと、フィールド中央にボールが払い出される。

## フィーバーステップ
フィールドから1つボールを落とすことで、画面下に表示されている「フィーバーステップ」が1つ上がる。3ステップまで進むことで、「FEVER GAME」に突入する（同社のメダルゲームであるファンタジックフィーバーを引き継ぐ形のシステムである）。

### ステップアップボーナス
フィーバーステップの1ステップ目および2ステップ目のボールを落とした際は、「ステップアップボーナス」としてルーレット抽選が行われ、その結果によりボーナスを得ることができる。なお、時々、チャンスボールとなったり、主人公がルーレットを逆回しにすることがある。その時は30枚、DIRECT、777のボーナスを取得しやすい。
- WIN - メダル払い出し。5枚・10枚・15枚・30枚の4種類。
- BALL - ボール払い出し。
- DIRECT - 直接FEVER GAMEに突入。
- 777 - 直接SUPER FEVER GAMEに突入。

## FEVER GAME
FEVER GAMEは、大量メダルの獲得チャンスとなる、継続型のボーナスゲーム。このゲームに突入すると、マシン中央に設置されたピンボールを思わせるようなフィールドに、直径3センチほどの鉄球が1球発射される（発射箇所は2箇所）。
フィールド上には4つのバンパーがあり、当たると一回につき2枚のメダル（工場出荷時の設定。枚数は筐体設定により異なる。1枚~3枚の設定が可能）が筐体中央の払い出し口から払い出される。フィールドの中央には円盤が設置されており、ゲーム中は円盤が回転し、中央に寄って来たボールを遠心力で吹き飛ばす。
フィールドの側面2箇所にはアウトゾーンがあり、ここにボールが入ってしまうとFEVER GAMEが終了となるが、各箇所に4つずつ、計8つの「アウトブロック」というブロッカーがあり、アウトを防いでくれる。FEVER GAMEの開始直後は、一定時間の間ブロッカーが青く点滅し、ボールが当たってもブロッカーが外れない無敵状態になるが、点滅終了後は、一度ボールが当たるとブロッカーが外れる。
8つ全てのブロッカーが外れると、その時点で全てのブロッカーが復活し、同時に再び一定時間の無敵時間が与えられ、大逆転のチャンスとなる。
なおFEVER GAMEの終了後は、フィールド上にボールが1つ払い出される。

### JACKPOT CHANCE
払い出しが100枚以上になると、ジャックポットへのチャンスポケットが開放される。ポケットは「RED」「BLUE」の2ヶ所あり、それぞれ「RED JACKPOT」「BLUE JACKPOT」の獲得チャンスとなる（RED JACKPOTの枚数は各ステーションのメダルの投入に応じて増加（1枚の投入につき0.02枚分増加）し、BLUE JACKPOTの枚数はFEVER GAMEでボールがバンパーに当たるたびに増加する(1Hitにつき0.15枚)。また蓄積枚数が少ない場合はJACKPOT SERVICEが発動し、一気に枚数が増加する場合もある）。
ボールがチャンスポケットに入ると、ジャックポットの抽選クルーンにボールが運ばれる。クルーンには5つの穴があり、入った穴に対応するボーナスを獲得することができる。ボーナス終了後、ボールは中央のフィールドに戻り、再びFEVER GAMEを継続することが可能。
- 50WIN - メダル50枚払い出し。
- 100WIN - メダル100枚払い出し。
- 200WIN - メダル200枚払い出し。50WIN、100WIN、200WIN払い出し時は、ファンタジックフィーバーのJACKPOT CHANCEはずれ時のBGMのリメイク版が流れる。
- OUTBLOCK RECOVER - 中央のフィールドの全てのアウトブロックが復活し、一定時間の無敵時間が与えられる。
- RED JACKPOT / BLUE JACKPOT - ジャックポット。それぞれ蓄積されたジャックポット枚数分のメダルを獲得することができる。獲得後は、対応する色のチャンスポケットが閉鎖される。（両方取るとどちらとも閉鎖ピンボールサークルで記録を伸ばし続けるだけ）なお、店舗側の設定により一定の枚数以上獲得や、RED・BLUE片方か両方のJACKPOTを獲得すると言った条件が満たされると「MAX WIN」としてFEVER GAMEが強制的に終了（CLOSED FEVER GAME）となる。JPBGMはWhat A Happy Time！である。[3]

### SUPER FEVER GAME
スロットやステップアップボーナスで「777」を獲得することで、SUPER FEVER GAMEに突入する。基本ルールは通常のFEVER GAMEと同様だが、発射される鉄球が3球になり、より多くのメダル獲得が期待できる。

## e-AMUSEMENT PASSへの対応
各ステーションにはe-AMUSEMENT PASS（2代目まで）をかざす部分があり、この上にカードをタッチして認証することで、FEVER GAME中にメダルを100枚以上獲得したときに流れる音楽を変更することができるようになる。メダルの増減には一切関係しない。現在はこのゲームではサービス終了。
FEVER GAMEがスタートすると、ステーション画面に選曲画面が表示され、手元のボタンで曲を選曲することができる。獲得枚数が100枚を超えた時点で、選択されていた楽曲が確定される（それ以降の選曲は不可）。
選曲できる楽曲には、スピンフィーバーの世界観をイメージしたオリジナル楽曲の他、GuitarFreaks & DrumManiaシリーズをはじめとするBEMANIシリーズの楽曲や、知名度のあるアニメソングなどのライセンス曲などと多岐にわたる。また期間限定曲など、オンラインでの配信も行っている。

### 選択できる楽曲
- スピンフィーバーオリジナル曲
  - Heart beat!!
  - continues.
  - How do you feel?
    - コラボレーション企画として、「GuitarFreaksV4」「DrumManiaV4」にこの楽曲が収録されている。「GITADORA」ではFINAL LIVE楽曲として移植された。
- GuitarFreaks & DrumMania楽曲
  - COSMIC COWGIRL / Toshio Sakurai (GUITARFREAKS 3rdMIX & DrumMania 2ndMIX)
  - RIGHT ON TIME / Robbie Danzie (GUITARFREAKS 4thMIX & DrumMania 3rdMIX)
  - ヘリコプター / ピンクカプセル (GUITARFREAKS 10thMIX & DrumMania 9thMIX)
  - Happy man / 泉陸奥彦 (GUITARFREAKS)
  - ESCAPE TO THE SKY★彡 / TЁЯRA (GuitarFreaksV & DrumManiaV)
  - Raining Sunshine / Nina Lee Kaminsky (GuitarFreaksV4 & DrumManiaV4)
  - First Date / ko-saku (GuitarFreaksV4 & DrumManiaV4)
- ゲーム楽曲
  - グラディウスメドレー
    - 『トイズマーチ』に同名曲があるが、今作では原曲を用いたメドレーになっている。

  - VAMPIRE KILLER（悪魔城ドラキュラ）
  - KONAMIプッシャーメドレー
    - 過去にコナミから発売されたプッシャーゲームのBGMメドレー。サイクロンフィーバー、ファンタジックフィーバーなど。
- ライセンス曲
  - おどるポンポコリン（アニメ『ちびまる子ちゃん』主題歌）
  - 残酷な天使のテーゼ（アニメ『新世紀エヴァンゲリオン』主題歌）
  - 銀河鉄道999（アニメ『銀河鉄道999』主題歌）
  - そばかす（アニメ『るろうに剣心』主題歌）
- 期間限定曲
  - ジングルベル（クリスマス期間中のみ配信）
  - 一月一日（正月期間中のみ配信）

## 備考
今作は、メダルゲーム史上初めてe-amusement pass、およびプレイヤーデータの保存に対応し、脳開発研究所クルクルラボの次に、無線によるe-passのスキャンに対応した作品である。セガのAimeのメダルゲームへの採用はすすめ!スゴロケッツの筐体の改装であるザッツパラダイスが最初であり、本格的なプレイヤーデータの保存が可能になったのはSTARHORSE 3が最初である。